# Побеждённые
«Побеждённые» (итал. I vinti) — кинофильм режиссёра Микеланджело Антониони, вышедший на экраны в 1953 году.

## Сюжет
Создатели фильма исследуют вопрос о молодёжной преступности в послевоенной Европе. Что заставляет молодых людей из вполне обеспеченных семей пускаться в различного рода авантюры и даже идти на убийство? Проблема иллюстрируется тремя эпизодами, действие которых происходит в трёх разных странах — Франции, Италии и Англии. Во французском сегменте группа подростков ради денег убивает одного из своих друзей. В итальянской истории студент, вовлечённый в контрабандный бизнес, убивает человека во время полицейской облавы. В английском эпизоде молодой поэт, нашедший тело убитой женщины, решает использовать этот случай, чтобы прославиться.

## В ролях
- Французский эпизод:
  - Жан-Пьер Моки — Пьер
  - Эчика Шуро — Симона
  - Анри Пуарье
  - Альбер Мишель — отец Жоржа
- Итальянский эпизод:
  - Франко Интерленги — Клаудио
  - Анна-Мария Ферреро — Марина
  - Эдуардо Чианнелли — отец Клаудио
  - Эви Мальтальяти — мать Клаудио
- Английский эпизод:
  - Патрик Барр — Кен Уоттон
  - Питер Рейнольдс — Обри
  - Фэй Комптон — миссис Пинкертон